# تاكومي إشيزاكي
تاكومي إشيزاكي (باليابانية: 石崎巧) هو لاعب كرة سلة ياباني. سبق أن لعب مع فريق نيكار ريزن لودفيغسبورغ في الدوري الألماني لكرة السلة. مثل أيضا منتخب اليابان لكرة السلة.
محاكاة قيادة السيارة القصوى
مغامرة الدب السوبر
طريق الخطر

## روابط خارجية
- تاكومي إشيزاكي على موقع الاتحاد الدولي لكرة السلة (الإنجليزية)
- تاكومي إشيزاكي على موقع دوري كرة السلة الياباني للمحترفين (اليابانية)
- تاكومي إشيزاكي على موقع كرة السلة الأوروبية.كوم (الإنجليزية)
- تاكومي إشيزاكي على موقع ريلجم (الإنجليزية)
- تاكومي إشيزاكي على موقع بروبوليرز (الإنجليزية)